# Kilmez (Kirovi terület)
Kilmez (oroszul: Кильмезь) városi jellegű település Oroszország Kirovi területén, a Kilmezi járás székhelye.
Lakossága: 5956 fő (a 2010. évi népszámláláskor).

## Fekvése
A Kirovi terület délkeleti részén, Kirov területi székhelytől 259 km-re, a Kilmez (a Vjatka mellékfolyója) bal partján helyezkedik el. 

## Története
Mari vagy udmurt településként keletkezett a 17. század első felében. A falu nevét említő első írott forrás 1666-ból származik. Templomának építését (a korábbi fatemplom helyett) 1824-ben kezdték el, de csak 1836-ban fejezték be. A település a régi szibériai út (Szibirszkij trakt) mentén feküdt. 
1929-ben lett az akkor alakított azonos nevű járás székhelye.

## A másik Kilmez
Kilmez városi jellegű település közel van Udmurtföld határához és a határ túlsó oldalán található azonos nevű helységhez (amely nem városi település, hanem falu). A folyón kb. 20 km-rel följebb fekvő Kilmez falu mellett 1943-ban a Gulag-hálózat egyik lágere működött (talán már előbb is). A falu az udmurtiai Uva felől kiépített vasúti szárnyvonal végpontja, az erdőirtásokon kitermelt és a folyón leúsztatott fa átrakodóhelye volt. A vasútvonalat azóta megszüntették.